# Elektrociepłownia Lublin-Megatem
Megatem EC-Lublin – pierwsza w Polsce sprywatyzowana elektrociepłownia, zlokalizowana na Tatarach, w przemysłowej dzielnicy Lublina. Została wybudowana w połowie XX w. dla potrzeb Fabryki Samochodów Ciężarowych w Lublinie. Z upływem czasu była modernizowana i rozbudowywana, by sprostać potrzebom macierzystej fabryki oraz sąsiednich zakładów przemysłowych. Stała się również drugim pod względem wielkości dostawcą ciepła dla Lublina.

## Charakterystyka zakładu
W elektrociepłowni zainstalowanych jest: 
- 5 kotłów parowych (EKM-50) o mocy 40 MW każdy,
- 3 kotły wodne (2 × WP-70 i 1 × WP-120) o mocy odpowiednio 81 MW i 140 MW każdy,
- 2 turbogeneratory o łącznej mocy 21 MW.

Ciepło dostarczane jest magistralami ciepłowniczymi do dzielnic Lublina: Tatary, Bronowice, Felin, Śródmieście, Czechów, Kalinowszczyzna.